# Ernst Steinitz
Ernst Steinitz (Laurahütte, 13 giugno 1871 – Kiel, 29 settembre 1928) è stato un matematico tedesco noto per i suoi contributi alla teoria dei campi e allo studio dei poliedri.

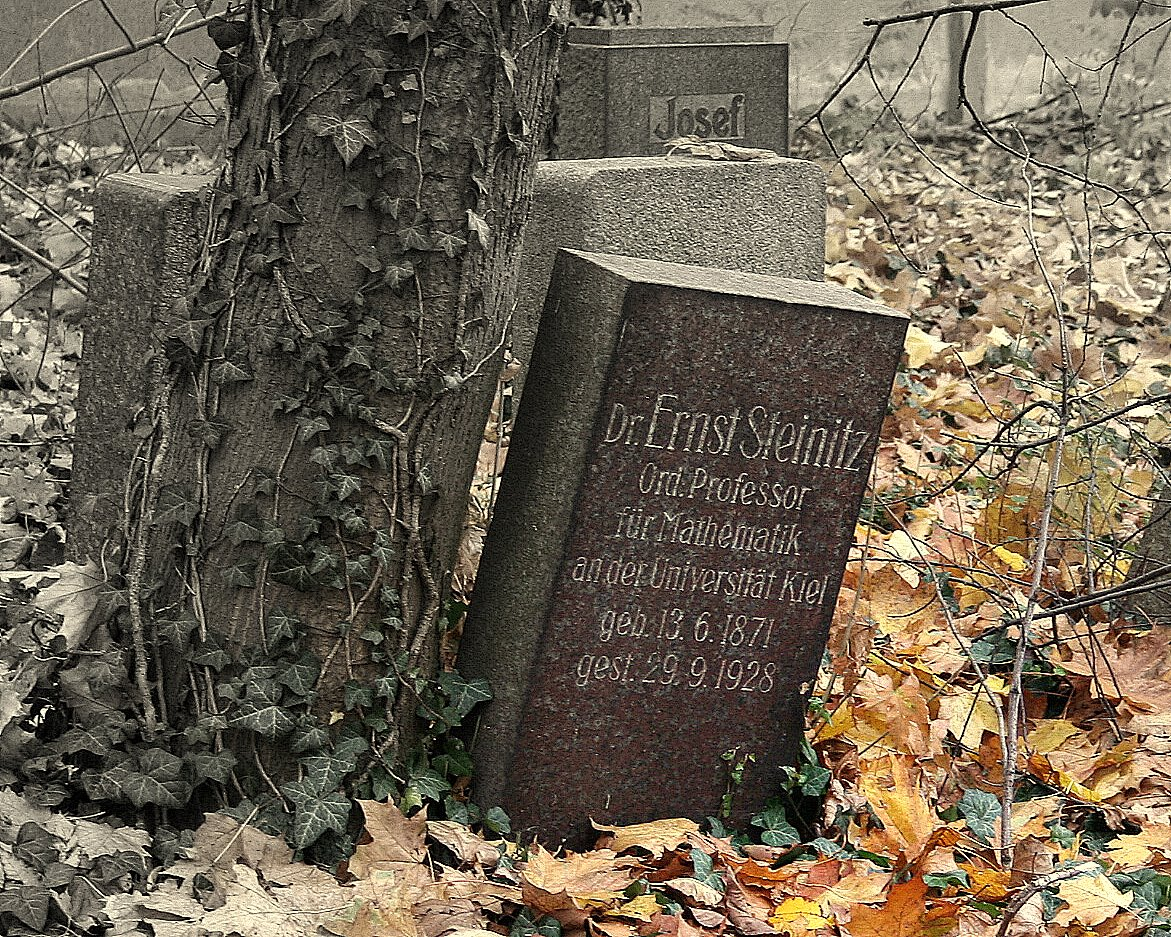
Lapide di Ernst Steinitz nel cimitero ebraico di Breslavia

Si iscrisse all'Università di Breslavia nel 1890, dal 1891 al 1893 studiò all'Università di Berlino e nel 1894 presentò la sua tesi a Breslavia. Successivamente fu Privatdozent alla Technische Hochschule di Berlino, nel 1910 ottenne una cattedra al Collegio tecnico di Breslavia e nel 1910 ebbe una cattedra di matematica all'Università di Kiel.
Egli fu amico di Otto Toeplitz e fu molto influenzato anche da Heinrich Martin Weber e Kurt Hensel.
Nel 1900 introdusse l'algebra ora nota come algebra di Hall.
Nel 1910 pubblicò il suo lavoro più influente intitolato Algebraische Theorie der Körper (Teoria algebrica dei campi), Journal für die reine und angewandte Mathematik pp. 167 – 309; in esso tratta assiomaticamente le proprietà delle strutture algebriche di campo e introduce concetti algebrici importanti come quelli di campo primo, campo perfetto e grado di trascendenza di un campo di estensione.
A lui si devono anche il lemma di Steinitz sui poligoni sferici, il teorema di Steinitz, dimostrato nel 1917, che caratterizza i grafi di Schlegel dei poliedri convessi come grafi semplici planari con vertici di grado maggiore o uguale a 3 e il teorema di scambio di Steinitz caratterizzante l'indipendenza lineare e concernente la proprietà di scambio di una matroide.